# هوانگشان
|postal_code_type=
|postal_code=۲۴۵۰۰۰
|area_code=۰۵۵۹
|blank_name=تولید ناخالص داخلی
|blank_info=
|blank1_name=GDP per capita
|blank1_info=
|blank2_name=License Plate Prefix
|blank2_info=皖J
|blank3_name=
|blank3_info=
|blank4_name=
|blank4_info=
|blank5_name=
|blank5_info=
|blank6_name=
|blank6_info=
|website=www.huangshan.gov.cn
|footnotes=
}}
هوانگشان (به لاتین: Huangshan City) یک شهر مرکزی در جمهوری خلق چین است که در آن‌هوئی واقع شده‌است.

## خصوصیات
هوانگشان ۹٬۸۰۷٫۴ کیلومترمربع مساحت و ۱٬۴۷۰٬۰۰۰ نفر جمعیت دارد.

## خواهرخوانده
شهر اینترلاکن خواهرخواندهٔ هوانگشان هست.